# Malleefowl Hill
Der Malleefowl Hill ist ein kleiner Hügel im Süden von Filla Island in der Gruppe der Rauer-Inseln vor der Ingrid-Christensen-Küste des ostantarktischen Prinzessin-Elisabeth-Lands.
Australische Wissenschaftler benannten ihn 2017 nach seiner Form, die an das pyramidenförmige Nest des Thermometerhuhns (englisch Malleefowl) erinnert.